# Liste des planètes mineures (534001-535000)
Voici la liste des planètes mineures numérotées de 534001 à 535000. Les planètes mineures sont numérotées lorsque leur orbite est confirmée, ce qui peut parfois se produire longtemps après leur découverte. Elles sont classées ici par leur numéro.

## Planètes mineures 534001 à 535000
- (534001) 2014 QV285
- (534002) 2014 QA295
- (534003) 2014 QB300
- (534004) 2014 QC301
- (534005) 2014 QJ307
- (534006) 2014 QZ307
- (534007) 2014 QF309
- (534008) 2014 QC311
- (534009) 2014 QC313
- (534010) 2014 QF323
- (534011) 2014 QE326
- (534012) 2014 QL326
- (534013) 2014 QM328
- (534014) 2014 QS329
- (534015) 2014 QH330
- (534016) 2014 QX330
- (534017) 2014 QD331
- (534018) 2014 QH331
- (534019) 2014 QC338
- (534020) 2014 QR339
- (534021) 2014 QG340
- (534022) 2014 QK342
- (534023) 2014 QD350
- (534024) 2014 QH350
- (534025) 2014 QC352
- (534026) 2014 QN354
- (534027) 2014 QH357
- (534028) 2014 QP361
- (534029) 2014 QX361
- (534030) 2014 QJ366
- (534031) 2014 QS366
- (534032) 2014 QY366
- (534033) 2014 QE367
- (534034) 2014 QG371
- (534035) 2014 QT373
- (534036) 2014 QA374
- (534037) 2014 QR375
- (534038) 2014 QB380
- (534039) 2014 QR380
- (534040) 2014 QX382
- (534041) 2014 QP386
- (534042) 2014 QX388
- (534043) 2014 QF389
- (534044) 2014 QM392
- (534045) 2014 QE393
- (534046) 2014 QH398
- (534047) 2014 QJ400
- (534048) 2014 QY404
- (534049) 2014 QA406
- (534050) 2014 QR407
- (534051) 2014 QB408
- (534052) 2014 QJ408
- (534053) 2014 QX408
- (534054) 2014 QW410
- (534055) 2014 QG413
- (534056) 2014 QP414
- (534057) 2014 QP415
- (534058) 2014 QE420
- (534059) 2014 QF420
- (534060) 2014 QR420
- (534061) 2014 QY420
- (534062) 2014 QB421
- (534063) 2014 QH423
- (534064) 2014 QU426
- (534065) 2014 QG432
- (534066) 2014 QQ437
- (534067) 2014 QW437
- (534068) 2014 QB438
- (534069) 2014 QD438
- (534070) 2014 QO438
- (534071) 2014 QX438
- (534072) 2014 QA439
- (534073) 2014 QL441
- (534074) 2014 QZ441
- (534075) 2014 QN447
- (534076) 2014 QV447
- (534077) 2014 QW447
- (534078) 2014 QB449
- (534079) 2014 QP449
- (534080) 2014 QY449
- (534081) 2014 QM450
- (534082) 2014 QQ450
- (534083) 2014 QS451
- (534084) 2014 QV451
- (534085) 2014 QE452
- (534086) 2014 QJ452
- (534087) 2014 QM454
- (534088) 2014 QT454
- (534089) 2014 QJ455
- (534090) 2014 QP456
- (534091) 2014 QU456
- (534092) 2014 QR457
- (534093) 2014 QZ457
- (534094) 2014 QE458
- (534095) 2014 QP458
- (534096) 2014 QM461
- (534097) 2014 QD466
- (534098) 2014 QB467
- (534099) 2014 QD468
- (534100) 2014 QF468
- (534101) 2014 QS470
- (534102) 2014 QU470
- (534103) 2014 QZ471
- (534104) 2014 QD472
- (534105) 2014 QP473
- (534106) 2014 QR473
- (534107) 2014 QC474
- (534108) 2014 QV475
- (534109) 2014 QD476
- (534110) 2014 QS476
- (534111) 2014 QK477
- (534112) 2014 QF478
- (534113) 2014 QE481
- (534114) 2014 QT482
- (534115) 2014 QV482
- (534116) 2014 QV484
- (534117) 2014 QW484
- (534118) 2014 QA485
- (534119) 2014 QA486
- (534120) 2014 QO486
- (534121) 2014 QQ487
- (534122) 2014 QU488
- (534123) 2014 QA489
- (534124) 2014 QN489
- (534125) 2014 QS489
- (534126) 2014 QG492
- (534127) 2014 QK493
- (534128) 2014 QW494
- (534129) 2014 QA495
- (534130) 2014 QJ495
- (534131) 2014 QM495
- (534132) 2014 QN495
- (534133) 2014 QS495
- (534134) 2014 RW4
- (534135) 2014 RJ12
- (534136) 2014 RA13
- (534137) 2014 RG16
- (534138) 2014 RO16
- (534139) 2014 RH18
- (534140) 2014 RR18
- (534141) 2014 RL19
- (534142) 2014 RB20
- (534143) 2014 RE23
- (534144) 2014 RZ32
- (534145) 2014 RX35
- (534146) 2014 RB36
- (534147) 2014 RE39
- (534148) 2014 RN39
- (534149) 2014 RX39
- (534150) 2014 RQ40
- (534151) 2014 RK41
- (534152) 2014 RU41
- (534153) 2014 RG47
- (534154) 2014 RB48
- (534155) 2014 RD49
- (534156) 2014 RE49
- (534157) 2014 RV49
- (534158) 2014 RQ57
- (534159) 2014 RD62
- (534160) 2014 RP63
- (534161) 2014 RQ63
- (534162) 2014 RU64
- (534163) 2014 RW64
- (534164) 2014 RA65
- (534165) 2014 RM65
- (534166) 2014 RN65
- (534167) 2014 RS65
- (534168) 2014 RU65
- (534169) 2014 RV65
- (534170) 2014 RX65
- (534171) 2014 RQ66
- (534172) 2014 RW66
- (534173) 2014 RJ67
- (534174) 2014 RX68
- (534175) 2014 RL69
- (534176) 2014 RS69
- (534177) 2014 RX69
- (534178) 2014 RY69
- (534179) 2014 RF70
- (534180) 2014 RG70
- (534181) 2014 SW1
- (534182) 2014 SK2
- (534183) 2014 SH13
- (534184) 2014 SY14
- (534185) 2014 SZ15
- (534186) 2014 SO31
- (534187) 2014 SX46
- (534188) 2014 SV48
- (534189) 2014 SG49
- (534190) 2014 SB54
- (534191) 2014 SA56
- (534192) 2014 SD66
- (534193) 2014 SJ76
- (534194) 2014 SU82
- (534195) 2014 SW94
- (534196) 2014 SQ95
- (534197) 2014 SZ97
- (534198) 2014 SU115
- (534199) 2014 SK123
- (534200) 2014 SG128
- (534201) 2014 ST134
- (534202) 2014 SU134
- (534203) 2014 SM136
- (534204) 2014 SV145
- (534205) 2014 SB149
- (534206) 2014 SV150
- (534207) 2014 SF151
- (534208) 2014 SU153
- (534209) 2014 SO154
- (534210) 2014 SM156
- (534211) 2014 SY156
- (534212) 2014 SZ156
- (534213) 2014 SO157
- (534214) 2014 SP159
- (534215) 2014 SW160
- (534216) 2014 SD163
- (534217) 2014 SS168
- (534218) 2014 SZ170
- (534219) 2014 SL178
- (534220) 2014 SJ191
- (534221) 2014 SO191
- (534222) 2014 SO192
- (534223) 2014 SC196
- (534224) 2014 SJ204
- (534225) 2014 SJ207
- (534226) 2014 SK207
- (534227) 2014 SM207
- (534228) 2014 SO207
- (534229) 2014 SV209
- (534230) 2014 SA210
- (534231) 2014 SE210
- (534232) 2014 SM210
- (534233) 2014 SB211
- (534234) 2014 SP211
- (534235) 2014 SY211
- (534236) 2014 SV214
- (534237) 2014 SC215
- (534238) 2014 SK215
- (534239) 2014 SL215
- (534240) 2014 SW216
- (534241) 2014 SB217
- (534242) 2014 SF217
- (534243) 2014 SQ217
- (534244) 2014 SY218
- (534245) 2014 SK219
- (534246) 2014 SV219
- (534247) 2014 SW220
- (534248) 2014 SL222
- (534249) 2014 SP222
- (534250) 2014 SZ222
- (534251) 2014 SW223
- (534252) 2014 SX231
- (534253) 2014 SZ233
- (534254) 2014 SC234
- (534255) 2014 SJ237
- (534256) 2014 ST240
- (534257) 2014 SP246
- (534258) 2014 SQ246
- (534259) 2014 ST248
- (534260) 2014 SZ256
- (534261) 2014 SG261
- (534262) 2014 SE263
- (534263) 2014 SC264
- (534264) 2014 SZ266
- (534265) 2014 SR278
- (534266) 2014 SH279
- (534267) 2014 SN279
- (534268) 2014 SS279
- (534269) 2014 SA280
- (534270) 2014 SZ280
- (534271) 2014 SP281
- (534272) 2014 SS283
- (534273) 2014 SZ284
- (534274) 2014 SB285
- (534275) 2014 SO285
- (534276) 2014 SR285
- (534277) 2014 SK286
- (534278) 2014 SJ287
- (534279) 2014 SP288
- (534280) 2014 SO290
- (534281) 2014 SF293
- (534282) 2014 SP294
- (534283) 2014 SC297
- (534284) 2014 SJ298
- (534285) 2014 SP299
- (534286) 2014 ST299
- (534287) 2014 SY299
- (534288) 2014 SE300
- (534289) 2014 SS307
- (534290) 2014 SW307
- (534291) 2014 SK308
- (534292) 2014 SQ308
- (534293) 2014 SY308
- (534294) 2014 ST309
- (534295) 2014 SW309
- (534296) 2014 SB310
- (534297) 2014 SD310
- (534298) 2014 SE310
- (534299) Parazynski
- (534300) 2014 SL312
- (534301) 2014 SE319
- (534302) 2014 SN319
- (534303) 2014 SJ324
- (534304) 2014 SD330
- (534305) 2014 SQ332
- (534306) 2014 SZ335
- (534307) 2014 SE336
- (534308) 2014 SO337
- (534309) 2014 SS337
- (534310) 2014 SZ338
- (534311) 2014 SC345
- (534312) 2014 SN346
- (534313) 2014 SY347
- (534314) 2014 SJ349
- (534315) 2014 SK349
- (534316) 2014 SH353
- (534317) 2014 SV353
- (534318) 2014 SB354
- (534319) 2014 SM354
- (534320) 2014 SN354
- (534321) 2014 SO354
- (534322) 2014 SP354
- (534323) 2014 SQ354
- (534324) 2014 SR354
- (534325) 2014 SA357
- (534326) 2014 SL357
- (534327) 2014 SY360
- (534328) 2014 SA361
- (534329) 2014 SD361
- (534330) 2014 SF361
- (534331) 2014 SO361
- (534332) 2014 SQ361
- (534333) 2014 SU361
- (534334) 2014 ST362
- (534335) 2014 SB363
- (534336) 2014 TC4
- (534337) 2014 TM4
- (534338) 2014 TW4
- (534339) 2014 TK6
- (534340) 2014 TB8
- (534341) 2014 TF8
- (534342) 2014 TU8
- (534343) 2014 TN11
- (534344) 2014 TF18
- (534345) 2014 TH18
- (534346) 2014 TR21
- (534347) 2014 TF22
- (534348) 2014 TG27
- (534349) 2014 TQ27
- (534350) 2014 TZ27
- (534351) 2014 TQ28
- (534352) 2014 TC30
- (534353) 2014 TQ30
- (534354) 2014 TD31
- (534355) 2014 TK35
- (534356) 2014 TS36
- (534357) 2014 TS38
- (534358) 2014 TM39
- (534359) 2014 TY39
- (534360) 2014 TZ39
- (534361) 2014 TM40
- (534362) 2014 TS43
- (534363) 2014 TZ44
- (534364) 2014 TV45
- (534365) 2014 TU46
- (534366) 2014 TY46
- (534367) 2014 TA47
- (534368) 2014 TB47
- (534369) 2014 TH47
- (534370) 2014 TA48
- (534371) 2014 TJ48
- (534372) 2014 TD49
- (534373) 2014 TE49
- (534374) 2014 TJ52
- (534375) 2014 TR53
- (534376) 2014 TV53
- (534377) 2014 TK54
- (534378) 2014 TB55
- (534379) 2014 TC55
- (534380) 2014 TV58
- (534381) 2014 TG59
- (534382) 2014 TM59
- (534383) 2014 TS59
- (534384) 2014 TX60
- (534385) 2014 TT61
- (534386) 2014 TO62
- (534387) 2014 TL63
- (534388) 2014 TA64
- (534389) 2014 TA65
- (534390) Huningsheng
- (534391) 2014 TF66
- (534392) 2014 TU68
- (534393) 2014 TA69
- (534394) 2014 TH69
- (534395) 2014 TJ69
- (534396) 2014 TD70
- (534397) 2014 TE71
- (534398) 2014 TH71
- (534399) 2014 TN73
- (534400) 2014 TL75
- (534401) 2014 TE82
- (534402) 2014 TJ83
- (534403) 2014 TZ83
- (534404) 2014 TF84
- (534405) 2014 TW85
- (534406) 2014 TU86
- (534407) 2014 TD88
- (534408) 2014 TE88
- (534409) 2014 TF88
- (534410) 2014 TG88
- (534411) 2014 TL88
- (534412) 2014 TN88
- (534413) 2014 TQ88
- (534414) 2014 TR88
- (534415) 2014 TS88
- (534416) 2014 TU88
- (534417) 2014 TL89
- (534418) 2014 TR89
- (534419) 2014 TH90
- (534420) 2014 TA91
- (534421) 2014 TY91
- (534422) 2014 TC92
- (534423) 2014 TE92
- (534424) 2014 TO92
- (534425) 2014 TB93
- (534426) 2014 TN93
- (534427) 2014 TP93
- (534428) 2014 TT93
- (534429) 2014 TX93
- (534430) 2014 TH94
- (534431) 2014 TJ95
- (534432) 2014 UY1
- (534433) 2014 US2
- (534434) 2014 UV3
- (534435) 2014 UY3
- (534436) 2014 UF4
- (534437) 2014 UN4
- (534438) 2014 UC5
- (534439) 2014 US5
- (534440) 2014 UR6
- (534441) 2014 UH8
- (534442) 2014 UA9
- (534443) 2014 UK9
- (534444) 2014 UM9
- (534445) 2014 UX9
- (534446) 2014 UE10
- (534447) 2014 UU10
- (534448) 2014 UV10
- (534449) 2014 UW13
- (534450) 2014 UQ14
- (534451) 2014 UX14
- (534452) 2014 UC16
- (534453) 2014 UX17
- (534454) 2014 UR18
- (534455) 2014 UW18
- (534456) 2014 UL19
- (534457) 2014 UQ20
- (534458) 2014 UZ20
- (534459) 2014 UJ22
- (534460) 2014 UZ22
- (534461) 2014 UM23
- (534462) 2014 UD25
- (534463) 2014 UP25
- (534464) 2014 UO27
- (534465) 2014 US27
- (534466) 2014 UV27
- (534467) 2014 UW27
- (534468) 2014 UZ27
- (534469) 2014 UO28
- (534470) 2014 UW28
- (534471) 2014 UX28
- (534472) 2014 UE30
- (534473) 2014 UK32
- (534474) 2014 US32
- (534475) 2014 UU32
- (534476) 2014 UY33
- (534477) 2014 UP38
- (534478) 2014 UL41
- (534479) 2014 UN41
- (534480) 2014 UE42
- (534481) 2014 UJ42
- (534482) 2014 UQ45
- (534483) 2014 UY45
- (534484) 2014 UC46
- (534485) 2014 UD46
- (534486) 2014 UF46
- (534487) 2014 UH47
- (534488) 2014 UO49
- (534489) 2014 US49
- (534490) 2014 UX49
- (534491) 2014 UY49
- (534492) 2014 UG50
- (534493) 2014 UM50
- (534494) 2014 UE52
- (534495) 2014 UE53
- (534496) 2014 UO53
- (534497) 2014 UY53
- (534498) 2014 UG54
- (534499) 2014 UJ54
- (534500) 2014 UU57
- (534501) 2014 UU58
- (534502) 2014 UC60
- (534503) 2014 UY61
- (534504) 2014 US64
- (534505) 2014 UK66
- (534506) 2014 UU66
- (534507) 2014 UY67
- (534508) 2014 UB69
- (534509) 2014 UK77
- (534510) 2014 UR80
- (534511) 2014 UY82
- (534512) 2014 UK85
- (534513) 2014 UH86
- (534514) 2014 UG88
- (534515) 2014 UK88
- (534516) 2014 UT88
- (534517) 2014 UX88
- (534518) 2014 UK90
- (534519) 2014 UK92
- (534520) 2014 UF93
- (534521) 2014 UA94
- (534522) 2014 UV94
- (534523) 2014 UL95
- (534524) 2014 UP95
- (534525) 2014 UE96
- (534526) 2014 UL97
- (534527) 2014 UT97
- (534528) 2014 UQ98
- (534529) 2014 UW98
- (534530) 2014 UP99
- (534531) 2014 UQ100
- (534532) 2014 UP101
- (534533) 2014 UO102
- (534534) 2014 US103
- (534535) 2014 UV103
- (534536) 2014 UB105
- (534537) 2014 UL105
- (534538) 2014 UP105
- (534539) 2014 UD110
- (534540) 2014 UV111
- (534541) 2014 UE112
- (534542) 2014 UQ112
- (534543) 2014 UJ113
- (534544) 2014 UP113
- (534545) 2014 UV113
- (534546) 2014 UC114
- (534547) 2014 UN116
- (534548) 2014 UE120
- (534549) 2014 UM120
- (534550) 2014 UN121
- (534551) 2014 UW121
- (534552) 2014 UX126
- (534553) 2014 UG134
- (534554) 2014 US134
- (534555) 2014 UX134
- (534556) 2014 UD136
- (534557) 2014 UH136
- (534558) 2014 UO142
- (534559) 2014 UM143
- (534560) 2014 UL146
- (534561) 2014 UA148
- (534562) 2014 UK148
- (534563) 2014 UF151
- (534564) 2014 UU153
- (534565) 2014 UM156
- (534566) 2014 UH157
- (534567) 2014 UX157
- (534568) 2014 UH158
- (534569) 2014 UG159
- (534570) 2014 UU159
- (534571) 2014 UP160
- (534572) 2014 UZ160
- (534573) 2014 UL162
- (534574) 2014 UO163
- (534575) 2014 UT163
- (534576) 2014 UX163
- (534577) 2014 UK165
- (534578) 2014 UW167
- (534579) 2014 UZ169
- (534580) 2014 US170
- (534581) 2014 UD171
- (534582) 2014 UN172
- (534583) 2014 UA173
- (534584) 2014 UO176
- (534585) 2014 UV176
- (534586) 2014 UZ176
- (534587) 2014 UV177
- (534588) 2014 UQ180
- (534589) 2014 UF181
- (534590) 2014 US183
- (534591) 2014 UF185
- (534592) 2014 UE187
- (534593) 2014 UK187
- (534594) 2014 UZ188
- (534595) 2014 UO189
- (534596) 2014 UR190
- (534597) 2014 UA193
- (534598) 2014 UQ197
- (534599) 2014 UT197
- (534600) 2014 UX198
- (534601) 2014 UC199
- (534602) 2014 UL199
- (534603) 2014 UQ199
- (534604) 2014 UV200
- (534605) 2014 UQ202
- (534606) 2014 UA203
- (534607) 2014 UB203
- (534608) 2014 UG203
- (534609) 2014 UJ203
- (534610) 2014 UR203
- (534611) 2014 UC204
- (534612) 2014 UJ206
- (534613) 2014 UR206
- (534614) 2014 UU206
- (534615) 2014 UQ208
- (534616) 2014 UX208
- (534617) 2014 UE209
- (534618) 2014 UR210
- (534619) 2014 US214
- (534620) 2014 UW215
- (534621) 2014 UY215
- (534622) 2014 UE216
- (534623) 2014 UM217
- (534624) 2014 UR223
- (534625) 2014 UQ224
- (534626) 2014 UT224
- (534627) 2014 UV224
- (534628) 2014 UR227
- (534629) 2014 UV227
- (534630) 2014 UX227
- (534631) 2014 UX229
- (534632) 2014 UG230
- (534633) 2014 UK230
- (534634) 2014 UP230
- (534635) 2014 US230
- (534636) 2014 UT230
- (534637) 2014 UW230
- (534638) 2014 UB232
- (534639) 2014 UF232
- (534640) 2014 UK232
- (534641) 2014 UN232
- (534642) 2014 UZ232
- (534643) 2014 UB233
- (534644) 2014 UE233
- (534645) 2014 UP233
- (534646) 2014 UA234
- (534647) 2014 UH234
- (534648) 2014 UL234
- (534649) 2014 UQ234
- (534650) 2014 UY234
- (534651) 2014 UZ234
- (534652) 2014 UD236
- (534653) 2014 UH236
- (534654) 2014 UR236
- (534655) 2014 US236
- (534656) 2014 UZ236
- (534657) 2014 UD237
- (534658) 2014 UO237
- (534659) 2014 UT237
- (534660) 2014 UV237
- (534661) 2014 UG238
- (534662) 2014 UM238
- (534663) 2014 UN238
- (534664) 2014 UV238
- (534665) 2014 UG239
- (534666) 2014 UE240
- (534667) 2014 UF240
- (534668) 2014 UH240
- (534669) 2014 UK240
- (534670) 2014 UA241
- (534671) 2014 UB241
- (534672) 2014 VW
- (534673) 2014 VX
- (534674) 2014 VX1
- (534675) 2014 VF2
- (534676) 2014 VK2
- (534677) 2014 VJ6
- (534678) 2014 VW6
- (534679) 2014 VQ7
- (534680) 2014 VX7
- (534681) 2014 VD8
- (534682) 2014 VL8
- (534683) 2014 VD9
- (534684) 2014 VL9
- (534685) 2014 VY9
- (534686) 2014 VK10
- (534687) 2014 VZ11
- (534688) 2014 VF12
- (534689) 2014 VA13
- (534690) 2014 VB13
- (534691) 2014 VF13
- (534692) 2014 VO13
- (534693) 2014 VP13
- (534694) 2014 VS13
- (534695) 2014 VT13
- (534696) 2014 VV13
- (534697) 2014 VW13
- (534698) 2014 VG14
- (534699) 2014 VW14
- (534700) 2014 VB15
- (534701) 2014 VR15
- (534702) 2014 VP19
- (534703) 2014 VC20
- (534704) 2014 VF20
- (534705) 2014 VL20
- (534706) 2014 VO20
- (534707) 2014 VT21
- (534708) 2014 VQ22
- (534709) 2014 VZ22
- (534710) 2014 VA23
- (534711) 2014 VR23
- (534712) 2014 VY23
- (534713) 2014 VN24
- (534714) 2014 VT24
- (534715) 2014 VG25
- (534716) 2014 VH25
- (534717) 2014 VT26
- (534718) 2014 VC27
- (534719) 2014 VK27
- (534720) 2014 VV27
- (534721) 2014 VC31
- (534722) 2014 VC32
- (534723) 2014 VL32
- (534724) 2014 VM32
- (534725) 2014 VT32
- (534726) 2014 VN37
- (534727) 2014 VJ38
- (534728) 2014 VK38
- (534729) 2014 VM38
- (534730) 2014 VV38
- (534731) 2014 VW38
- (534732) 2014 VX38
- (534733) 2014 WL
- (534734) 2014 WA2
- (534735) 2014 WX2
- (534736) 2014 WB3
- (534737) 2014 WN3
- (534738) 2014 WP3
- (534739) 2014 WA4
- (534740) 2014 WF4
- (534741) 2014 WJ4
- (534742) 2014 WQ8
- (534743) 2014 WH12
- (534744) 2014 WB16
- (534745) 2014 WW16
- (534746) 2014 WF19
- (534747) 2014 WP19
- (534748) 2014 WA20
- (534749) 2014 WS23
- (534750) 2014 WD24
- (534751) 2014 WO24
- (534752) 2014 WC25
- (534753) 2014 WG29
- (534754) 2014 WP30
- (534755) 2014 WY43
- (534756) 2014 WN47
- (534757) 2014 WH49
- (534758) 2014 WO49
- (534759) 2014 WT50
- (534760) 2014 WA51
- (534761) 2014 WM53
- (534762) 2014 WF54
- (534763) 2014 WM54
- (534764) 2014 WZ55
- (534765) 2014 WF56
- (534766) 2014 WL56
- (534767) 2014 WV58
- (534768) 2014 WH59
- (534769) 2014 WS60
- (534770) 2014 WZ60
- (534771) 2014 WQ62
- (534772) 2014 WP63
- (534773) 2014 WZ64
- (534774) 2014 WD65
- (534775) 2014 WK65
- (534776) 2014 WM65
- (534777) 2014 WT66
- (534778) 2014 WX68
- (534779) 2014 WX71
- (534780) 2014 WC73
- (534781) 2014 WF75
- (534782) 2014 WQ75
- (534783) 2014 WT78
- (534784) 2014 WX78
- (534785) 2014 WV79
- (534786) 2014 WX79
- (534787) 2014 WE81
- (534788) 2014 WO83
- (534789) 2014 WM84
- (534790) 2014 WZ95
- (534791) 2014 WR97
- (534792) 2014 WP102
- (534793) 2014 WJ107
- (534794) 2014 WR110
- (534795) 2014 WR111
- (534796) 2014 WL112
- (534797) 2014 WD116
- (534798) 2014 WO116
- (534799) 2014 WV116
- (534800) 2014 WN117
- (534801) 2014 WM118
- (534802) 2014 WD119
- (534803) 2014 WN119
- (534804) 2014 WB120
- (534805) 2014 WK121
- (534806) 2014 WM121
- (534807) 2014 WP122
- (534808) 2014 WG123
- (534809) 2014 WU123
- (534810) 2014 WD126
- (534811) 2014 WY127
- (534812) 2014 WD128
- (534813) 2014 WF128
- (534814) 2014 WN132
- (534815) 2014 WY138
- (534816) 2014 WY139
- (534817) 2014 WC145
- (534818) 2014 WH159
- (534819) 2014 WT159
- (534820) 2014 WW159
- (534821) 2014 WB160
- (534822) 2014 WV162
- (534823) 2014 WM163
- (534824) 2014 WV164
- (534825) 2014 WU165
- (534826) 2014 WC167
- (534827) 2014 WZ168
- (534828) 2014 WZ178
- (534829) 2014 WR179
- (534830) 2014 WV180
- (534831) 2014 WD184
- (534832) 2014 WH190
- (534833) 2014 WY191
- (534834) 2014 WM192
- (534835) 2014 WK193
- (534836) 2014 WQ197
- (534837) 2014 WK198
- (534838) 2014 WE200
- (534839) 2014 WN200
- (534840) 2014 WE202
- (534841) 2014 WY202
- (534842) 2014 WN203
- (534843) 2014 WG205
- (534844) 2014 WJ205
- (534845) 2014 WV210
- (534846) 2014 WL211
- (534847) 2014 WV211
- (534848) 2014 WX211
- (534849) 2014 WP216
- (534850) 2014 WA218
- (534851) 2014 WG218
- (534852) 2014 WJ218
- (534853) 2014 WB222
- (534854) 2014 WZ225
- (534855) 2014 WA226
- (534856) 2014 WX226
- (534857) 2014 WM227
- (534858) 2014 WL231
- (534859) 2014 WW231
- (534860) 2014 WY231
- (534861) 2014 WC233
- (534862) 2014 WE233
- (534863) 2014 WX234
- (534864) 2014 WD237
- (534865) 2014 WX241
- (534866) 2014 WT251
- (534867) 2014 WW252
- (534868) 2014 WY253
- (534869) 2014 WU259
- (534870) 2014 WO261
- (534871) 2014 WR266
- (534872) 2014 WS270
- (534873) 2014 WX270
- (534874) 2014 WM271
- (534875) 2014 WA272
- (534876) 2014 WR276
- (534877) 2014 WD280
- (534878) 2014 WC281
- (534879) 2014 WN282
- (534880) 2014 WU284
- (534881) 2014 WJ285
- (534882) 2014 WH288
- (534883) 2014 WD289
- (534884) 2014 WL289
- (534885) 2014 WR292
- (534886) 2014 WH293
- (534887) 2014 WK293
- (534888) 2014 WA298
- (534889) 2014 WB299
- (534890) 2014 WZ299
- (534891) 2014 WA300
- (534892) 2014 WX300
- (534893) 2014 WA305
- (534894) 2014 WH305
- (534895) 2014 WS305
- (534896) 2014 WF306
- (534897) 2014 WB308
- (534898) 2014 WC309
- (534899) 2014 WF311
- (534900) 2014 WN313
- (534901) 2014 WG315
- (534902) 2014 WP320
- (534903) 2014 WV325
- (534904) 2014 WV332
- (534905) 2014 WR335
- (534906) 2014 WM340
- (534907) 2014 WS347
- (534908) 2014 WJ350
- (534909) 2014 WS352
- (534910) 2014 WH355
- (534911) 2014 WK355
- (534912) 2014 WJ356
- (534913) 2014 WW357
- (534914) 2014 WH359
- (534915) 2014 WO361
- (534916) 2014 WY361
- (534917) 2014 WV366
- (534918) 2014 WW366
- (534919) 2014 WS371
- (534920) 2014 WB373
- (534921) 2014 WY373
- (534922) 2014 WE374
- (534923) 2014 WQ374
- (534924) 2014 WY380
- (534925) 2014 WB381
- (534926) 2014 WD381
- (534927) 2014 WG381
- (534928) 2014 WV381
- (534929) 2014 WW381
- (534930) 2014 WC382
- (534931) 2014 WA383
- (534932) 2014 WO383
- (534933) 2014 WT386
- (534934) 2014 WE388
- (534935) 2014 WS389
- (534936) 2014 WK393
- (534937) 2014 WN393
- (534938) 2014 WG399
- (534939) 2014 WN399
- (534940) 2014 WP399
- (534941) 2014 WX399
- (534942) 2014 WA400
- (534943) 2014 WC400
- (534944) 2014 WX406
- (534945) 2014 WH408
- (534946) 2014 WC409
- (534947) 2014 WV410
- (534948) 2014 WU411
- (534949) 2014 WC416
- (534950) 2014 WF418
- (534951) 2014 WB421
- (534952) 2014 WR421
- (534953) 2014 WH422
- (534954) 2014 WJ423
- (534955) 2014 WA424
- (534956) 2014 WU424
- (534957) 2014 WK427
- (534958) 2014 WO427
- (534959) 2014 WY427
- (534960) 2014 WF428
- (534961) 2014 WG428
- (534962) 2014 WK428
- (534963) 2014 WZ428
- (534964) 2014 WK429
- (534965) 2014 WY432
- (534966) 2014 WX433
- (534967) 2014 WF434
- (534968) 2014 WV436
- (534969) 2014 WT437
- (534970) 2014 WT441
- (534971) 2014 WA446
- (534972) 2014 WM449
- (534973) 2014 WX451
- (534974) 2014 WJ453
- (534975) 2014 WH457
- (534976) 2014 WC459
- (534977) 2014 WM460
- (534978) 2014 WO460
- (534979) 2014 WC466
- (534980) 2014 WB467
- (534981) 2014 WG467
- (534982) 2014 WV467
- (534983) 2014 WW467
- (534984) 2014 WD468
- (534985) 2014 WG468
- (534986) 2014 WQ468
- (534987) 2014 WC469
- (534988) 2014 WF469
- (534989) 2014 WY469
- (534990) 2014 WW477
- (534991) 2014 WZ477
- (534992) 2014 WN478
- (534993) 2014 WB479
- (534994) 2014 WE479
- (534995) 2014 WF479
- (534996) 2014 WG479
- (534997) 2014 WP479
- (534998) 2014 WD480
- (534999) 2014 WE480
- (535000) 2014 WX480